# Макартетино
Макартетино (укр. Макартетине) — село, относится к Новопсковскому району Луганской области Украины.
Население по переписи 2001 года составляло 388 человек. Почтовый индекс — 92346. Телефонный код — 6463. Занимает площадь 3,5 км². Код КОАТУУ — 4423384703.

## Местный совет
92342, Луганська обл., Новопсковський р-н, с. Осинове, вул. Леніна, 72  (укр.)